# STS-62
STS-62 e шестдесет и първата мисия на НАСА по програмата Спейс шатъл и шестнадесети полет на совалката Колумбия. Основната цел на полета са физични и медико-биологични експерименти за влиянието на продължителността на полетите в условията на безтегловност с космическата лаборатория USMP-2.

## Екипаж
| Пост                    | Астронавт                           |
| ----------------------- | ----------------------------------- |
| Командир                | Джон Каспър трети космически полет  |
| Пилот                   | Ендрю Алън втори космически полет   |
| Специалист на мисията 1 | Пиер Тю трети космически полет      |
| Специалист на мисията 2 | Чарлс Гимар трети космически полет  |
| Специалист на мисията 3 | Марша Айвънс трети космически полет |

- Броят на полетите е преди и включително тази мисия.

## Полетът
Това е третият полет с т. нар. система за удължаване на полета ( Extended Duration Orbiter (EDO)). Последната позволява удължаване на автономния полет на совалките до 16 денонощия. Полезният товар на совалката представлявал лабораторията на НАСА U.S. Microgravity Laboratory 2 (USML-2). Това е вторият от серия планирани полети в областта на материалознанието, физиката, биотехнологиите.
По време на полета са проведени следните експерименти: кристален протеинов растеж (Protein Crystal Growth Experiment (PCGE)), система за измерване на ускорението (Space Acceleration Measurement System (SAMS)); експеримент за изследване на ускорението в орбита (Orbital Acceleration Research Experiment (OARE)); Isothermal Dendritic Growth Experiment (IDGE); The Advanced Automated Directional Solidification Furnace (AADSF); продължителна експозиция на материали в космическата среда (Long Duration Space Environment Candidate Material Exposure (LDCE)) и др.

## Параметри на мисията
- Маса:
  - При кацане: 102 861 кг
  - Маса на полезния товар: 8759 кг
- Перигей: 296 км
- Апогей: 309 км
- Инклинация: 39,0°
- Орбитален период: 90.4 мин

## Галерия
- Стартът на совалката
- „Светенето“ на опашката на совалката
- Совалката над тайфуна Оуен
- Приземяването